# Rigny-Ussé
Rigny-Ussé ist eine französische Gemeinde mit 526 Einwohnern (Stand 1. Januar 2022) im Département Indre-et-Loire in der Region Centre-Val de Loire. Sie gehört zum Arrondissement Tours und zum Kanton Chinon.

## Bevölkerungsentwicklung
| Jahr      | 1962 | 1968 | 1975 | 1982 | 1990 | 1999 | 2012 | 2018 |
| Einwohner | 646  | 580  | 533  | 511  | 509  | 506  | 521  | 506  |

## Sehenswürdigkeiten
- Schloss Ussé (Monument historique)
- Kirche Notre-Dame in Rigny (11./12. Jahrhundert, Monument historique)